# Ricardo de Orueta
Ricardo de Orueta y Duarte (Málaga, 7 de mayo de 1868-Madrid, 10 de febrero de 1939) fue un crítico de arte español de la primera mitad del siglo XX, especialista en la escultura de los siglos XVI y XVII. En la II República, fue nombrado director general de Bellas Artes: allí tuvo una decisiva actividad organizadora de los museos y protectora del arte con su 'Ley del Tesoro Artístico Nacional' de 1933.

## Biografía
Este historiador del arte, Ricardo de Orueta, pertenecía a una familia malagueña muy informada en diversos campos, ciencia incluida, que tuvo además una estrecha relación con Francisco Giner de los Ríos. Su hermano, Domingo de Orueta, fue un geólogo importante, una de cuyas obras científicas fue prologada por Cajal.
Ricardo estuvo en París nueve años, a finales del siglo XIX, estudiando arte, en especial escultura, que sería su campo futuro.
Luego, por su relación con las actividades de la Institución Libre de Enseñanza, Orueta fue uno de los motores de la Residencia de Estudiantes; Juan Ramón Jiménez le recordará en este espacio en Españoles de tres mundos  o más tarde José Moreno Villa en sus Memorias.
Al frente de las Secciones de Arqueología y Arte del Centro de Estudios Históricos (CEH), dirigió el Fichero de Arte Antiguo, que estaría formado por 18 750 placas de vidrio, 8885 negativos y positivos en soporte plástico así como casi cinco mil copias en papel, todos de temática diversa.
Escribió monografías sobre varios escultores españoles, como Pedro de Mena (1914), Gregorio Fernández (utilizando el nombre por el que se le difundió antaño, Gregorio Hernández, 1920), o Berruguete (1917), con fotos propias, como pionero gráfico en la crítica del arte en España. Estudió La escultura funeraria, en algunas regiones peninsulares. Dedicó al tema La expresión de dolor en la escultura castellana, su discurso de recepción en la Academia de Bellas Artes, en Madrid, 1924.
Durante el resto de su vida estuvo centrado en un largo estudio sobre "El arte cristiano en España", que era su título provisional, pero se había visto interrumpido por sus obligaciones como político. El manuscrito quedó elaborado, y habría de llamarse tras su recuperación en 2015, como él había señalado, La escultura española de los siglos XI y XII.

## Orueta, organizador del arte
Su vida como impulsor de la custodia de las artes en España ha sido asimismo decisiva, y tuvo su culminación, ya mayor, en la II República. Perteneció pronto al Partido reformista y estuvo muy vinculado a Manuel Azaña, lo que le condujo a asumir responsabilidades públicas en Acción Republicana, con grandes logros.
Durante la Segunda República fue elevado al cargo de director general de Bellas Artes en dos ocasiones distintas, ambas importantes. La primera, el 24 de abril de 1931, diez días después de la proclamación de la República. Orueta se propuso salvaguardar el patrimonio artístico español (que lo llamó "Tesoro Artístico Nacional"), sometido a una sangría importante en las décadas anteriores. Se mantuvo en su puesto hasta el 27 de diciembre de 1933, cuando dimitió y fue sustituido por el conservador Eduardo Chicharro. Fue una decisión expresa de Manuel Azaña la de apelar a una gran figura, fiel a sus ideas. 
Más adelante, volvió al cargo en febrero de 1936, tras el triunfo del Frente Popular. Sin embargo, lo dejó en septiembre de ese año, cuando el PCE se encargó de la cartera ministerial correspondiente, poniendo a Josep Renau al frente. Murió en 1939, y su memoria fue deliberadamente oscurecida durante décadas.
En la primera etapa de responsabilidad, Orueta impulsó importantes medidas legislativas para preservar las artes y para el aumento de competencias de Bellas Artes, hasta situarnos al nivel europeo, como se reconoció ya en la prensa madrileña.
Asimismo impulsó la creación de la Junta de Defensa del Tesoro Artístico Nacional (en 1933), y la fundación mediante trasformación de nuevos museos y sus patronatos, destacando el Museo Nacional de Escultura, de Valladolid, o el de Aranjuez, el Epigráfico de Barcelona, el Celtibérico de Soria, el Galdosiano de Santander, el Histórico Militar de Madrid o el Arqueológico Provincial de Almería. Y a ello se sumó su apoyo decidido a las bibliotecas públicas en toda la Península.
Además, Orueta nombró o confirmó a grandes figuras, como Francisco Javier Sánchez Cantón en la subdirección del Prado, como José Moreno Villa en la dirección del Archivo de Palacio, o como Juan de la Encina al frente del Museo de Arte Moderno. Creó al tiempo estructuras de investigación histórico-artística, de vocación proteccionista y divulgadora, como el "Fichero de Arte Antiguo" (1931).
En la segunda etapa como director general en 1939, que empezó en su línea anterior, tuvo que ponerse al servicio de la defensa del patrimonio ante el estallido de la Guerra Civil, y como gran conocedor de las Bellas Artes ayudó a esa salvaguardia ejemplar. Fue trasladado a Valencia al final, pero regresó a Madrid, donde falleció tras caerse en el Casón del Buen Retiro, sede por entonces del Museo de Reproducciones.

## Recuperaciones de Orueta
Juan Ramón Jiménez evocaba en 1942 su enorme cortesía, así como sus ojos entrecerrados, que miran "lo que le rodea como una máquina fotográfica de diafragma voluble". Moreno Villa le recordaba extensamente en sus memorias, Vida en claro, señalando que llegó a ser un hombre eminente en la escultura como Américo Castro en filología o García Morente en filosofía. Más recientemente en la Universidad de Málaga, se recuperó en 1989, con un facsímil, su monografía sobre Pedro de Mena.
Pero es en el siglo XXI cuando se han realizado cuatro ediciones de sus libros, gracias al empuje del Museo Nacional de Escultura, fundado por Orueta en 1933: se han publicado sus monografías Berruguete y su obra (2011); Gregorio Fernández, junto a La expresión de dolor en la escultura castellana (2013), con fotos de sus fondos documentales, hechas por él en su mayoría y, lo más importante, La escultura española de los siglos XI y XII (2015), el libro que quedó inédito a su muerte.
Por su parte, también promovida por el Museo Nacional de Escultura y preparada por Acción Cultural Española se inauguró en Valladolid el 16 de septiembre de 2014 una exposición sobre su figura y gestión: "Esto me trae aquí. Ricardo de Orueta (1868-1939), en el frente del arte". Supuso una revisión general de su figura y su trabajo organizador sin olvidar sus obras escritas. Analizó su rescate del tesoro artístico español, en relación con la Edad de Plata de la cultura española, al tiempo que rescataba a un gran visionario como Orueta, dada su visión del futuro cultural. La muestra se expuso en Málaga (Museo del Patrimonio Municipal) desde el 18 de diciembre y finalmente, estuvo, hasta junio de 2015, en la Residencia de Estudiantes, en Madrid.
Actualmente, el mismo Museo Nacional de Escultura está moviendo una versión reducida de esa exposición sobre Ricardo de Orueta para diversos centros educativos o culturales. Desde octubre hasta diciembre de 2015 estuvo presente en el IES Maestro Haedo de Zamora, y siguió en la Universidad de Salamanca a comienzos de 2016; continuó enseguida en la Universidad Complutense de Madrid, a partir del 12 de mayo de 2016. Desde marzo de 2017 estuvo expuesta en León, en la Fundación Sierra Pambley. En enero de 2018 se exhibió en Palencia, en el centro Lecrác, por impulso del Ayuntamiento palentino y del IES Victorio Macho.

## Obras
- La vida y la obra de Pedro de Mena y Medrano, Madrid, CEH, 1914. Retomado en Pedro de Mena (facsímil), Universidad de Málaga, 1989, ISBN 978-84-7496-169-0
- Berruguete y su obra, Madrid, Calleja, 1917. Se ha hecho una nueva edición: Madrid, Ministerio de Cultura-MNCSG (Museo Nacional de Escultura), 2011 ISBN 978-84-8181-024-7, corregida, prologada por M. Bolaños y con las fotos recobradas de Orueta.
- Gregorio Hernández, Madrid, Calleja, 1920. Nueva edición, prologada e ilustrada: Gregorio Fernández, Valladolid, Museo Nacional de Escultura (MC), 2013, y aumentada con La expresión de dolor en la escultura castellana, ISBN 978-84-8181-024-7.
- La escultura funeraria en las provincias de Cuenca, Ciudad Real y Guadalajara, Aache Ediciones, 2000 ISBN 978-84-616-2341-9.
- La escultura española de los siglos XI y XII, Valladolid, MNE, 2015, recuperado el manuscrito con todas significativas las fotos de Orueta, preparada técnicamente por C. Guilarte y M. Crespo.[17]